# 사천 용산리사지
사천 용산리사지(泗川 龍山里寺址)는 경상남도 사천시 곤명면 용산리, 봉명산 기슭에 있는 서봉사의 옛 절터이다. 1997년 12월 31일 경상남도의 기념물 제178호로 지정되었다.

## 개요
용산리 봉명산 기슭에 있는 서봉사의 옛 절터로 주춧돌과 축대가 여기저기 흩어져 있으며, 현재는 차밭으로 개간되었다. 『영봉산용암사』, 『서봉사 사적』 등의 기록에 따르면, 신라 눌지왕(417∼457)때 세웠다고 전하며 그 당시에는 봉암사라 했으나 조선시대 때 서봉사로 바뀐 듯하다. 조선 광해군 6년(1614)에 의현 스님이 다시 지었으며, 절의 규모가 대단히 컸다고 한다. 서봉사에서 인쇄된 불경을 서울대 도서관에서 소장하고 있다.

## 참고 문헌
- 사천용산리사지 - 국가유산청 국가유산포털